# Facidia stygium
Facidia stygium là một loài bướm đêm trong họ Erebidae.